# R. Kelly
Robert Sylvester Kelly, művésznevén R. Kelly (Chicago, Illinois, 1967. január 8. –) háromszoros Grammy-díjas amerikai énekes, dalszövegíró, táncos és színész.
2002-ben gyermekpornográfia terjesztéséért emeltek vádat ellene, de 2008-ban minden vád alól felmentették. 2019. február 22-én tízrendbeli szexuális zaklatásért vették őrizetbe és emeltek vádat ellene, amit követően több különböző vádpontban is elítélték, összességében 31 év börtönbüntetést kapott. 78 évesen szabadulhat, 2045-ben.

## Diszkográfia
Stúdióalbumok
- 1992: Born into the 90's
- 1993: 12 Play
- 1995: R. Kelly
- 1998: R.
- 2000: TP-2.com
- 2002: The Best of Both Worlds
- 2003: Chocolate Factory
- 2004: Happy People/U Saved Me
- 2004: Unfinished Business
- 2005: TP3.Reloaded
- 2007: Double Up
- 2009: Untitled
- 2010: Love Letter
- 2012: Write Me Back
- 2013: Black Panties
- 2015: The Buffet
- 2016: 12 Nights of Christmas